# Austin-Healey

Austin-Healey-Logo

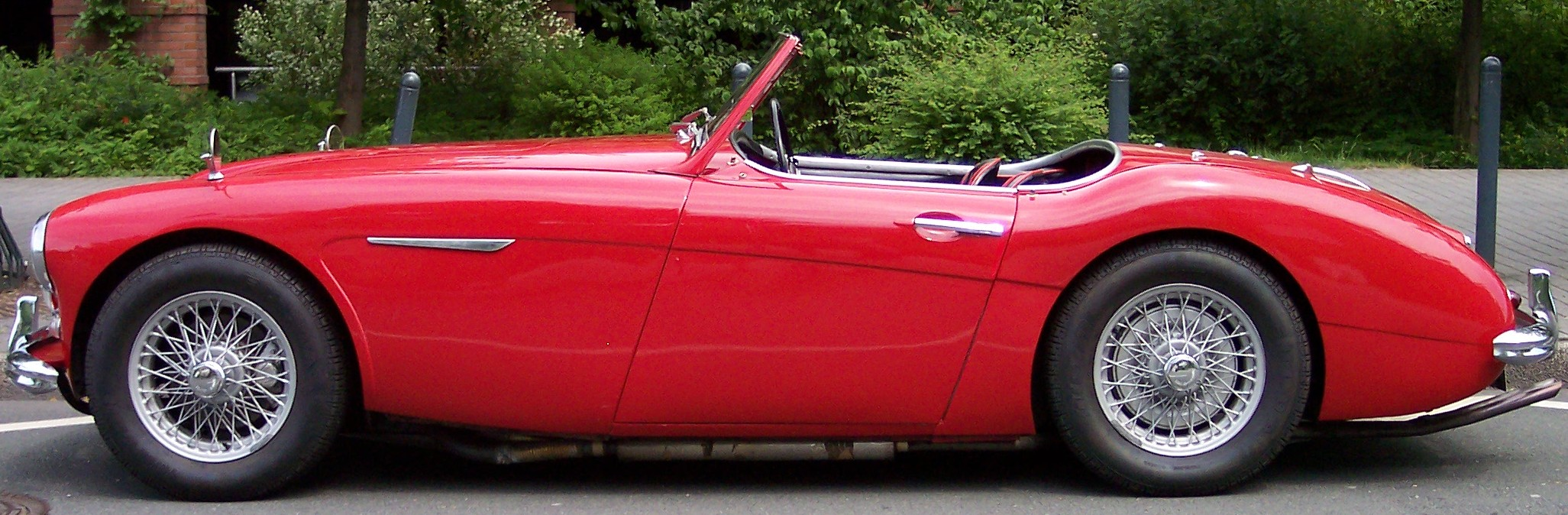
Austin-Healey 3000

Austin-Healey war eine britische Automarke.

## Überblick
Der in Perranporth/Cornwall geborene Donald Mitchell Healey (1898–1988), von Mitstreitern auch DMH genannt, gewann zum ersten Mal 1928 ein Automobilrennen, die RAC-Rallye. 1931 gewann er die berühmte Rallye Monte Carlo. Nach dem Zweiten Weltkrieg gründete Healey 1945 die Donald Healey Motor Company. Nach verschiedenen Entwicklungsarbeiten (Nash Healey etc.) und Siegen bei kleineren Rennen war das Auto Healey 100 Star einer britischen Automobilmesse im Londoner Earls Court Exhibition Centre im Oktober 1952. Dieses Fahrzeug wurde von Donald Healey sowohl bezüglich der Leistungsdaten (100 Meilen pro Stunde) als auch des Preises zwischen den schon älteren MG TD und den moderneren Jaguar XK120 platziert und auf den boomenden amerikanischen Roadstermarkt ausgerichtet. Leonard Lord (1896–1967), Chairman der BMC, wurde auf Healeys neues Modell aufmerksam; Lord und Healey vereinbarten am Vorabend der Publikumspräsentation des Healey 100 (1952) eine Zusammenarbeit unter dem Dach von BMC. Der von Donald Healey entwickelte Healey 100 sollte von BMC unter dem Namen Austin-Healey von Austin gebaut und vertrieben werden. Healey erhielt dafür eine Lizenzgebühr je gebauten Fahrzeug.
Die ersten 20 Austin-Healey 100 wurden in Warwick gebaut. 1957 wurde die Produktion nach Abingdon-on-Thames verlegt. Die 1959 begonnene Serienproduktion des Nachfolgers Austin-Healey 3000 (genannt „Big Healey“) wurde 1967 wegen verschärfter Sicherheits- und Abgasnormen in den USA eingestellt. 
1958 konstruierte die Donald Healey Motor Company für BMC den kleineren Roadster Austin-Healey Sprite.
Der von 1958 bis 1970 gebaute Austin-Healey Sprite war ein kleinerer Sportwagen mit markanter selbsttragender Karosserie. Seine auf die Motorhaube aufgesetzten Scheinwerfer führten schnell zum Spitznamen „Froschauge“ (in England „frogeye“, in den USA „bugeye“). Ab 1961 erhielt der Sprite eine geänderte Karosserie mit Frontscheinwerfern, die in die Kotflügel integriert waren. Auch mit diesem Modell (bzw. seinem weitestgehend identischen Schwestermodell MG Midget) wurden viele Erfolge im Renn- und Rallyesport erzielt. Die Produktion des Austin-Healey Sprite endete 1970, wobei im Jahr 1971 noch eine Stückzahl von 1.022 Fahrzeugen als „Austin Sprite“ hergestellt wurde. Der baugleiche MG Midget wurde noch bis 1979 gebaut.
1968 fusionierten Leyland Motors und BMC zu British Leyland. In der Folge wurden sämtliche Kooperationsabkommen gekündigt. Das Lizenzabkommen mit Healey und damit die Marke Austin-Healey endete 1970.
Nachdem die Rechte an Austin über den Kauf der Vermögenswerte von MG Rover im Juli 2005 an die Nanjing Automobile Group (NAC) gefallen waren, konnte diese im Juni 2007 mit HFI Automotive als Entwickler eines neuen Austin Healey 3000 und Healey Automotive Consultants (HAC) als Namensrechteinhaber für Healey übereinkommen, die Marken Healey und Austin Healey gemeinsam wiederzubeleben. Die Entwicklung des neuen Austin Healey 3000 war zuvor bereits von HFI allein geplant; der Erwerb der erforderlichen Rechte scheiterte jedoch am Einspruch der NAC. Zurzeit sind keine Pläne zu einer Wiederbelebung der Marke Austin-Healey bekannt.
Berühmtheit erlangte Austin-Healey durch ungezählte Erfolge im Renn- und Rallyesport, wofür die Fahrzeuge durch ihre Bauweise (leichte Karosserie, zuverlässiger, drehmomentstarker Motor) prädestiniert waren. Ein Austin-Healey 100S, gefahren von Lance Macklin, war an der Le-Mans-Katastrophe 1955 beteiligt.
Einen Großteil der Bekanntheit erlangte er durch die Rallye-Fahrerin Pat Moss, eine der ersten ernstzunehmenden Frauen im Motorsport, Schwester von Stirling Moss und Ehefrau von Saab-Rallye-Legende Erik Carlsson, die dem von ihr gefahrenen Austin-Healey 3000-Werkswagen mit dem Spitznamen „The Pig“ („Das Schwein“) versah. Grund für diese Bezeichnung ist sein unter Rallye-Bedingungen schwer zu beherrschendes Fahrverhalten. Trotzdem war der Austin-Healey 3000 zu Beginn der 1960er Jahre ein erfolgreiches und siegfähiges Rallye-Fahrzeug.
Das weltweit einzige Healey-Museum befindet sich in Vreeland (Niederlande). Neben vielen serienmäßigen Austin-Healeys können dort Einzelstücke, Prototypen und Sportwagen der Marke besichtigt werden, z. B. das Austin-Healey 100 Coupe aus dem persönlichen Besitz von Donald Healey oder ein Austin-Healey 4000 Prototyp.

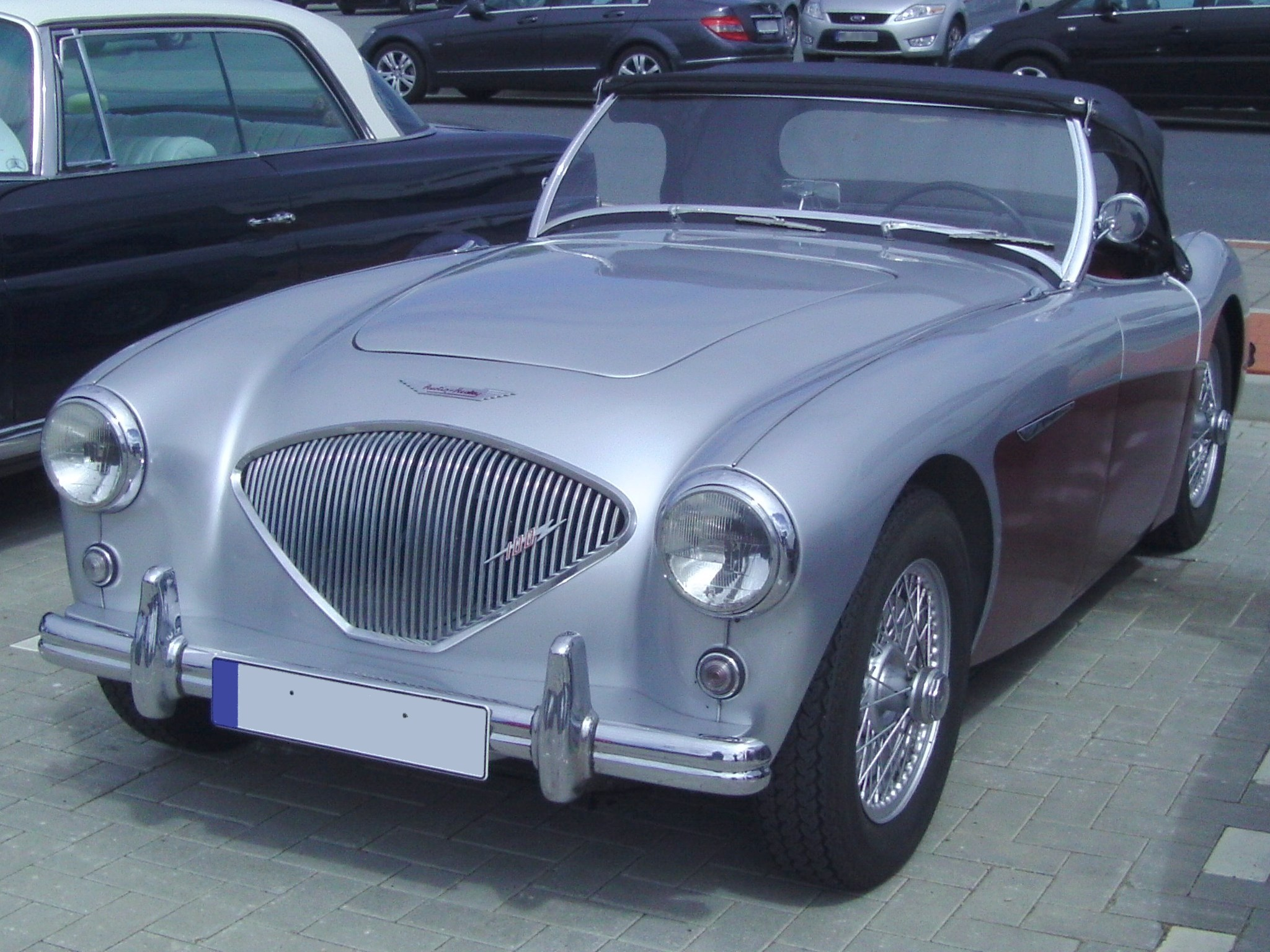
Austin-Healey 100
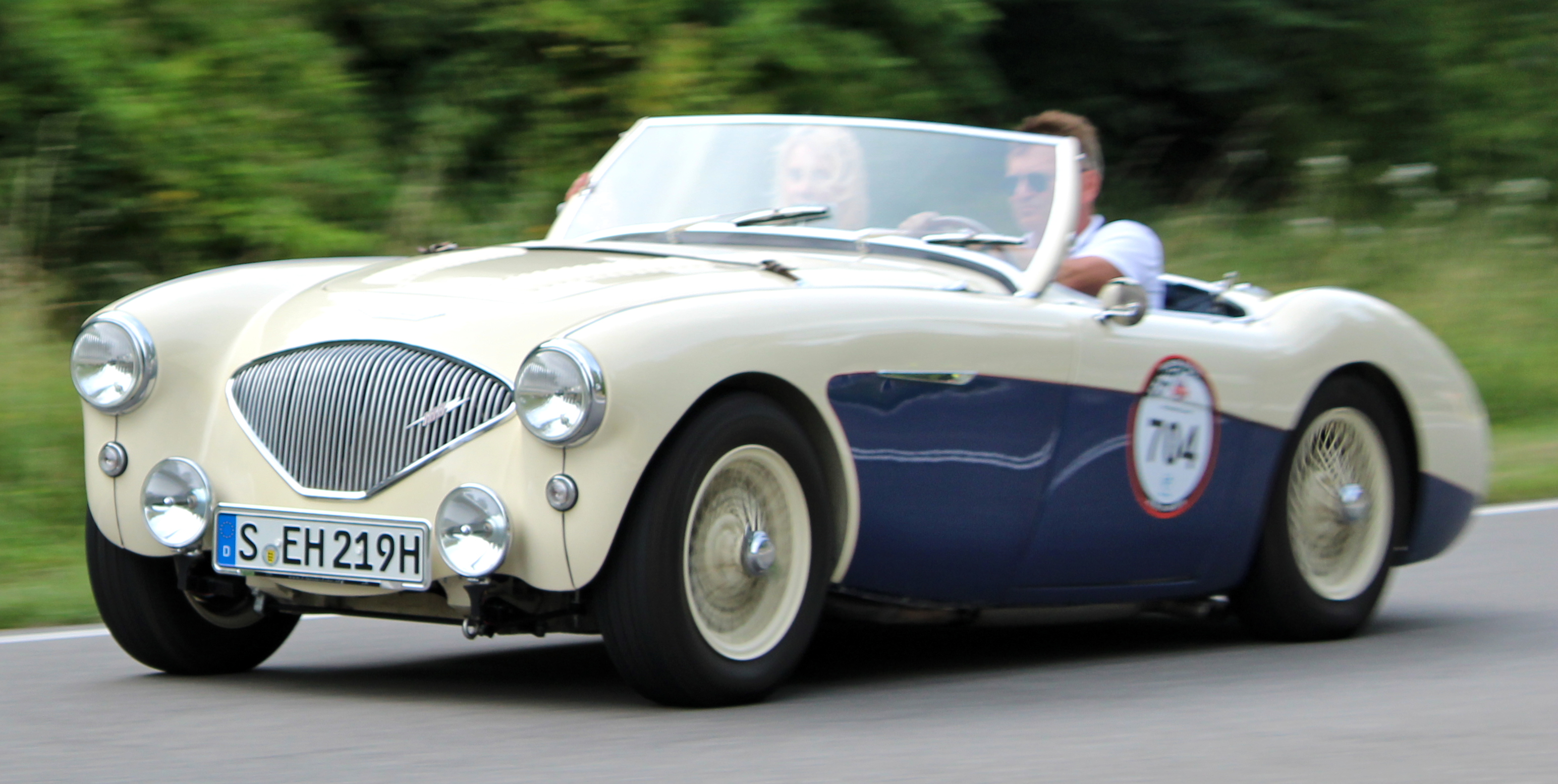
Austin-Healey 100 (1953)
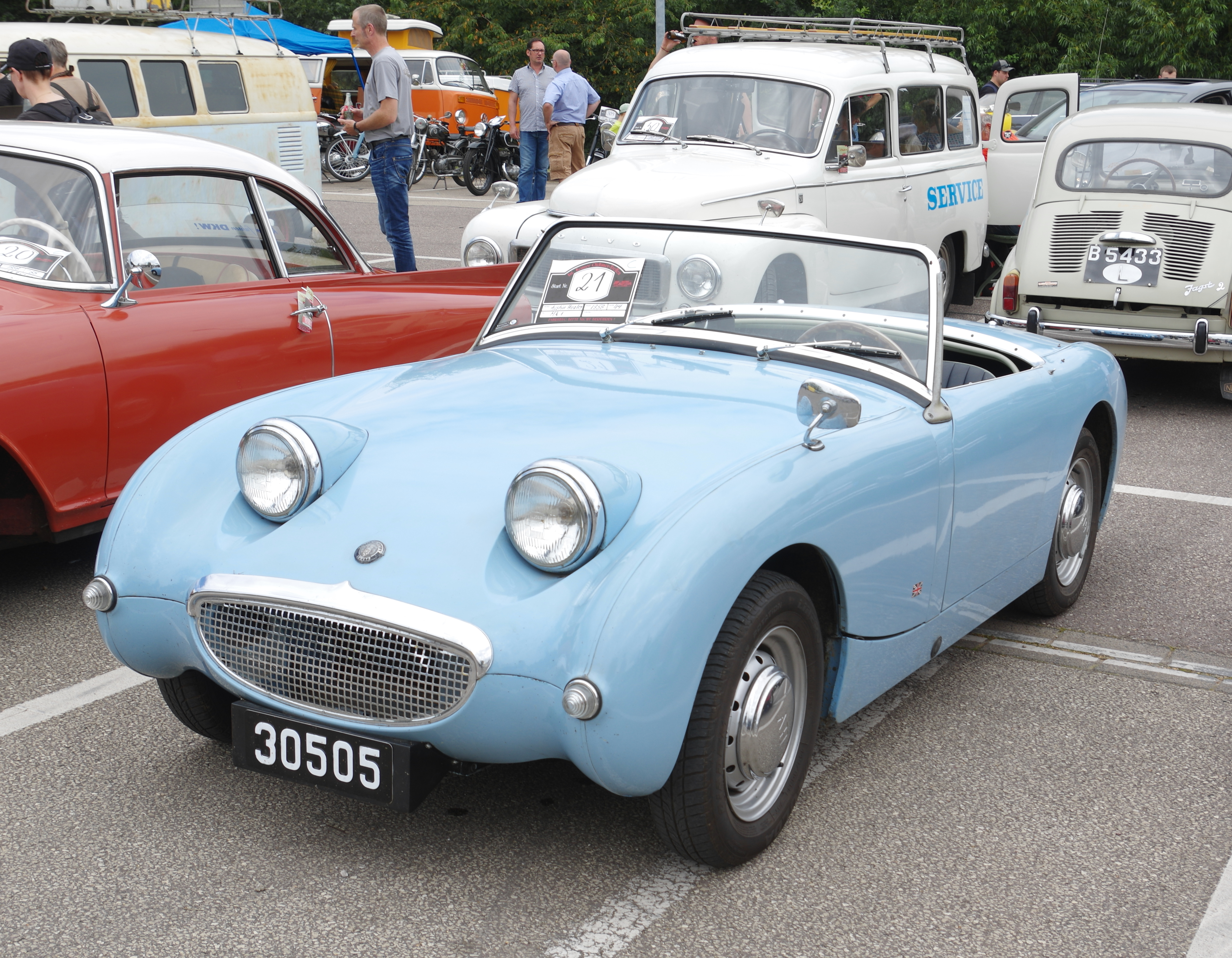
Austin-Healey Sprite (1958)
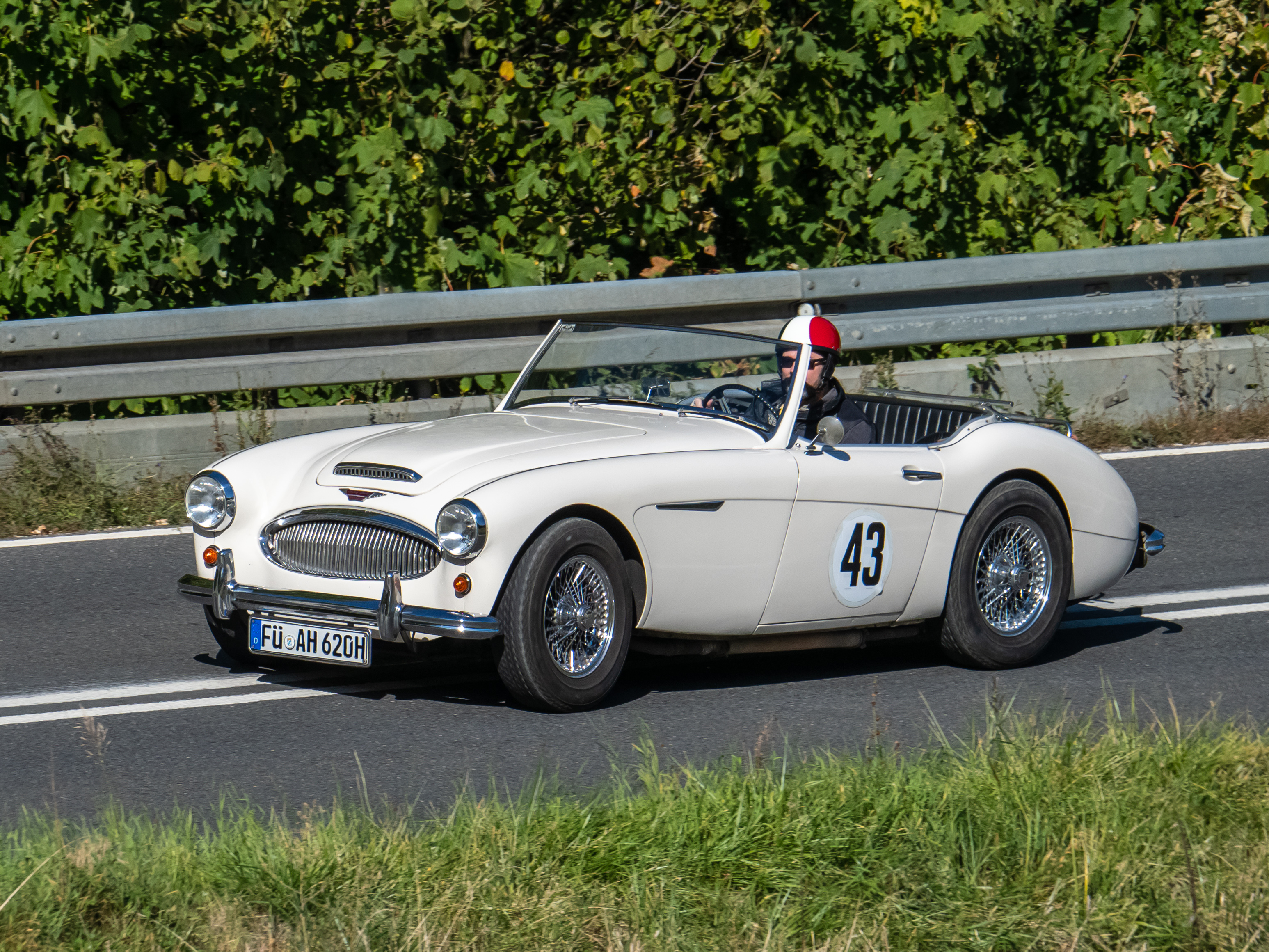
Austin-Healey 3000 Mk II Convertible (1962)
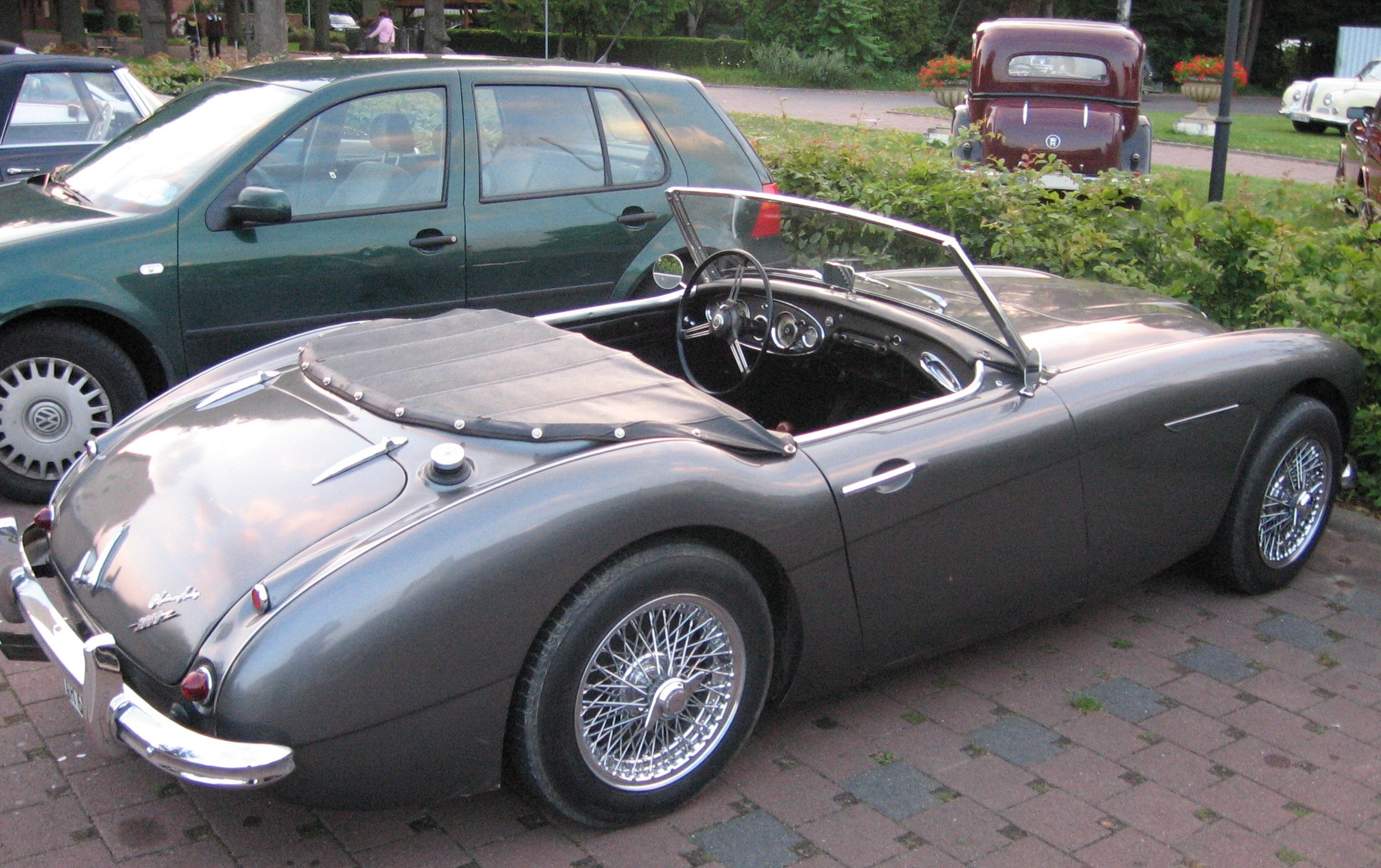
Austin-Healey 3000 MK I
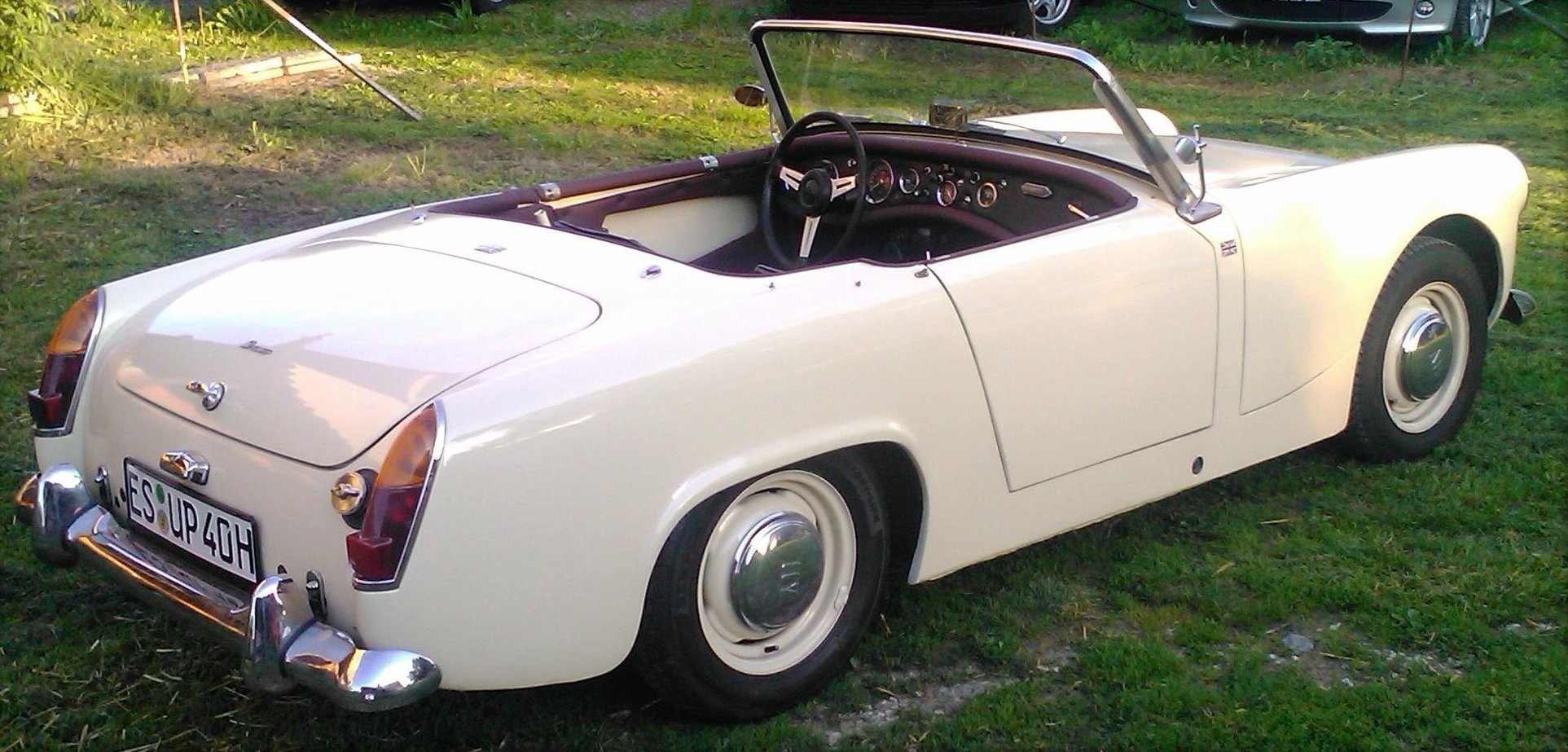
Austin-Healey Sprite, Bj. 1964
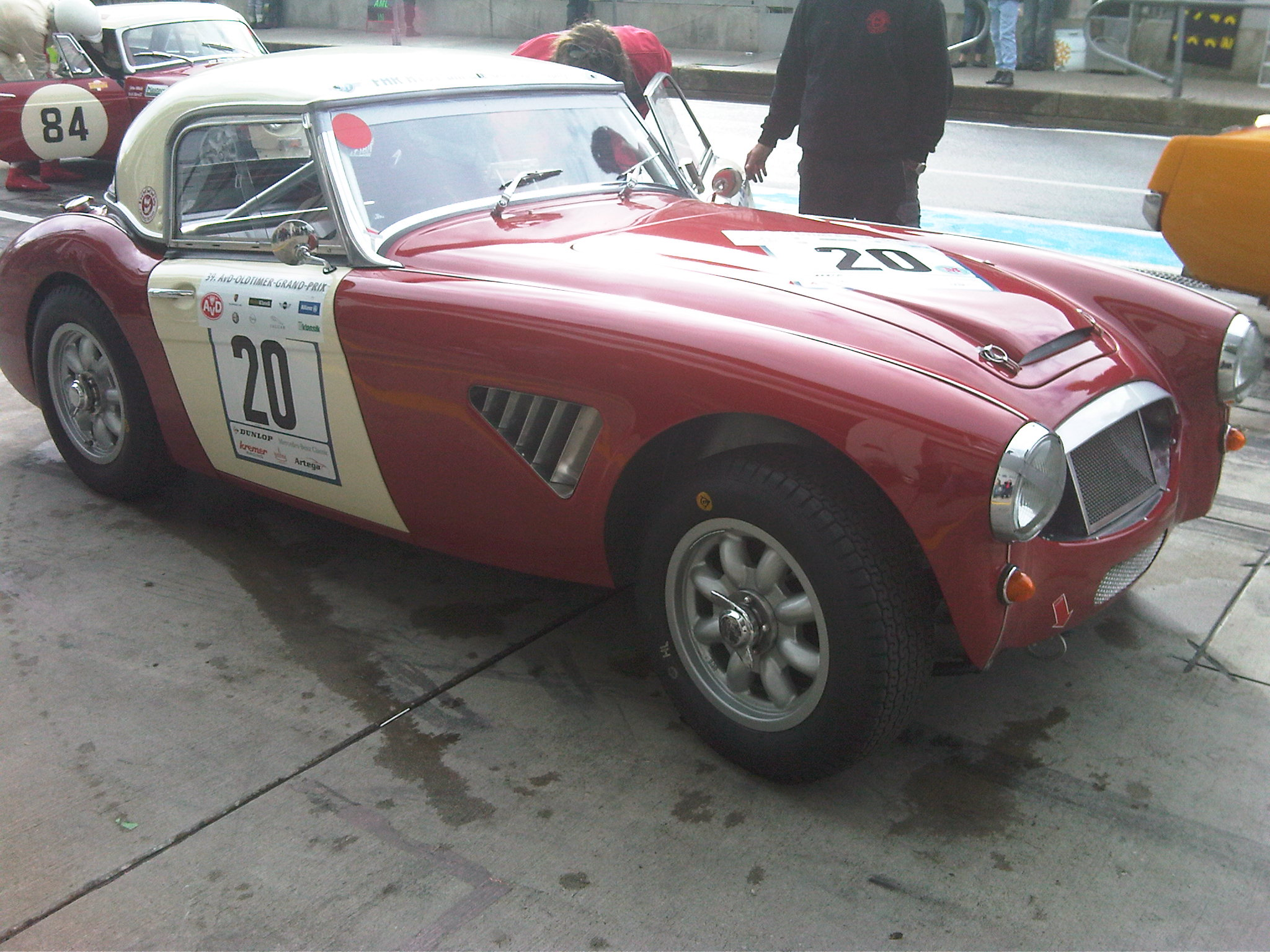
Austin-Healey 3000 MK I (1959)
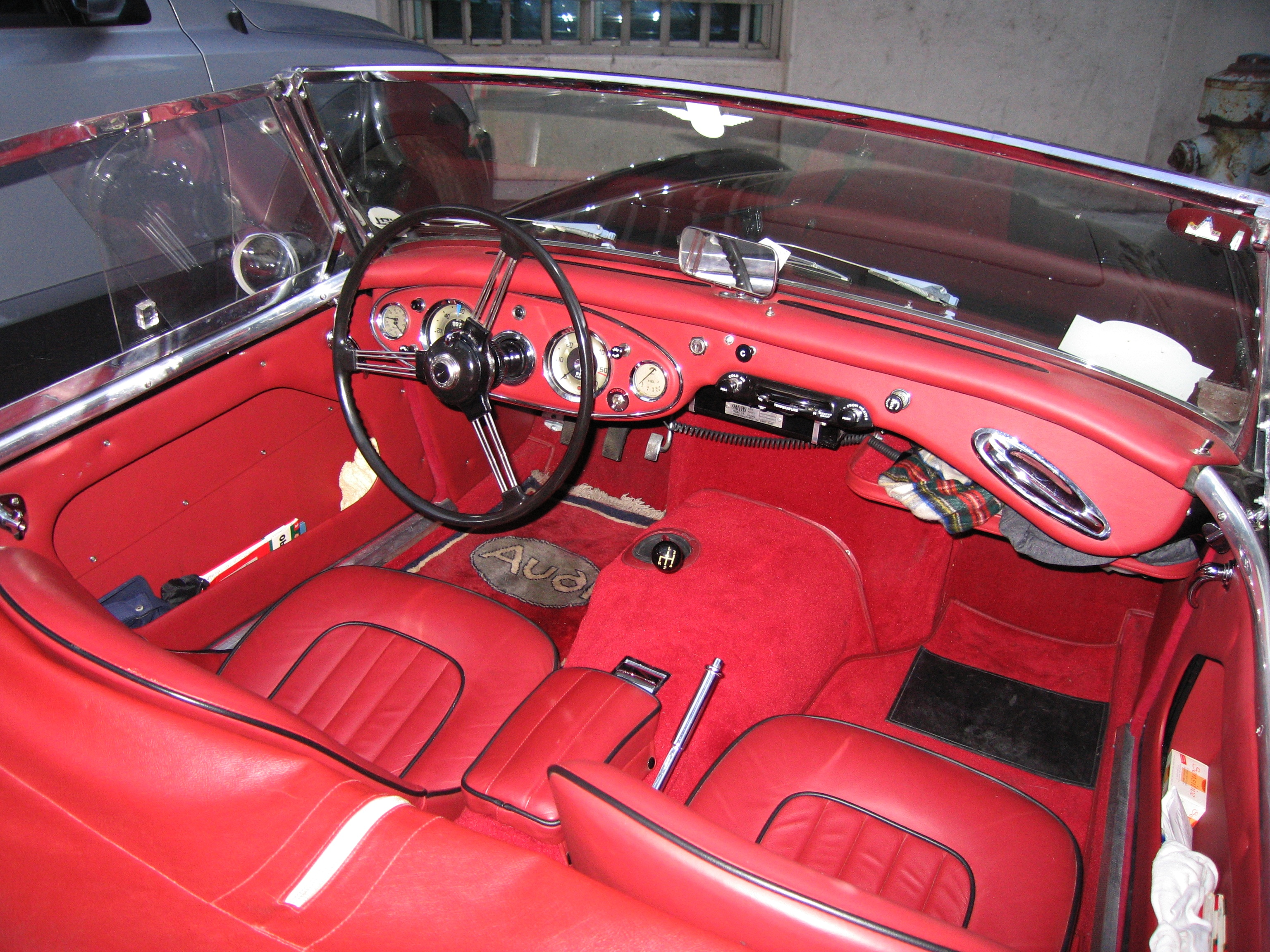
3000 MK I, Kabine und Armaturenbrett

## Modelle
BN1
- Austin-Healey BN1 (100), 1952–1953, 94 gebaute Autos
- Austin-Healey BN1 (100), 1953–1954, 4.424 gebaute Autos
- Austin-Healey BN1 (100), 1954–1955, 5.348 gebaute Autos

BN2
- Austin-Healey BN2 (100M / 100-4), 1956, 4.748 gebaute Autos

BN4
- Austin-Healey BN4 (100six), 1956–1957, 5.541 gebaute Autos
- Austin-Healey BN4 (100six), 1957, 329 gebaute Autos
- Austin-Healey BN4 (100six), 1958, 2.794 gebaute Autos
- Austin-Healey BN4 (100six), 1959, 1.118 gebaute Autos

BN6
- Austin-Healey BN6 (100six), 1958, 3.821 gebaute Autos
- Austin-Healey BN6 (100six), 1959, 329 gebaute Autos

BN7
- Austin-Healey BN7 (3000 Mk I), 1959, 1.691 gebaute Autos
- Austin-Healey BN7 (3000 Mk I), 1960, 1.085 gebaute Autos
- Austin-Healey BN7 (3000 Mk I), 1961, 49 gebaute Autos
- Austin-Healey BN7 (3000 Mk II), 1961, 214 gebaute Autos
- Austin-Healey BN7 (3000 Mk II), 1962, 141 gebaute Autos

BT7
- Austin-Healey BT7 (3000 Mk I), 1959, 4.762 gebaute Autos
- Austin-Healey BT7 (3000 Mk I), 1960, 5.920 gebaute Autos
- Austin-Healey BT7 (3000 Mk I), 1961, 143 gebaute Autos
- Austin-Healey BT7 (3000 Mk II), 1961, 3.155 gebaute Autos
- Austin-Healey BT7 (3000 Mk II), 1962, 1.941 gebaute Autos

BJ7
- Austin-Healey BJ7 (Convertible Mk II), 1962, 2.581 gebaute Autos
- Austin-Healey BJ7 (Convertible Mk II), 1963, 3.532 gebaute Autos

BJ8
- Austin-Healey BJ8 (3000 Mark III Phase 1 / Mk III P1), 1963, 344 gebaute Autos
- Austin-Healey BJ8 (3000 Mark III Phase 1 / Mk III P1), 1964, 1.046 gebaute Autos
- Austin-Healey BJ8 (3000 Mark III Phase 2 / Mk III P2), 1964, 3.828 gebaute Autos
- Austin-Healey BJ8 (3000 Mark III Phase 2 / Mk III P2), 1965, 3.947 gebaute Autos
- Austin-Healey BJ8 (3000 Mark III Phase 2 / Mk III P2), 1966, 5.495 gebaute Autos
- Austin-Healey BJ8 (3000 Mark III Phase 2 / Mk III P2), 1967, 3.051 gebaute Autos
- Austin-Healey BJ8 (3000 Mark III Phase 2 / Mk III P2), 1968, 1 gebautes Auto

JH
- Austin-Healey JH (Healey 4000), 1968

AN
- Austin-Healey Sprite AN5, Mark I 'Frogeye', 1958–1960, 48.987 gebaute Autos

Wurde mit einem Motor von 948 cm³ ausgeliefert. Aufgrund der Scheinwerferanordnung (es musste eine bestimmte Höhe für den Export in die USA eingehalten werden) und des Kühlergrills auch gerne als „Froschauge“ (im Vereinigten Königreich als Frogeye und in den Vereinigten Staaten als „Bugeye“) bezeichnet.
- Austin-Healey Sprite (H)AN6 und (H)AN7, Mark II, 1961–1964, 31.665 gebaute Autos

Umfangreiche Änderungen an der Karosserie, u. a. jetzt mit in die Kotflügel integrierten Frontscheinwerfern. Motor mit 948 cm³ (AN6) bzw. 1098 cm³ (AN7).
- Austin-Healey Sprite (H)AN8, Mark III, 1964–1966, 25.905 gebaute Autos

Motor mit 1098 cm³.
- Austin-Healey Sprite (H)AN9, Mark IV, 1966–1969, 20.357 gebaute Autos

Motor mit 1275 cm³.
- Austin-Healey Sprite (H)AN10, Mark IV, 1969–1970, 1.411 gebaute Autos

Motor mit 1275 cm³.
- Austin Sprite (A)AN10, Mark IV, 1969–1970, 1.022 gebaute Autos

Motor mit 1275 cm³.
Identifikation
- Die Fahrgestellnummer und die Karosserienummer befinden sich auf Metallschildern, die mittig an der hinteren Spritzwand befestigt sind. Ausnahmen: Bei BN1-Modellen bis September 1954 ist die Fahrgestellnummer im Fußraum der Fahrerseite befestigt, bei AN-Modellen am linken Innenkotflügel.
- Die Motornummer ist bei BN1- und BN2-Modellen sowie bei AN-Modellen auf der rechten Seite des Motorblocks eingeschlagen, bei BN4- bis BJ8-Modellen dagegen auf der linken Blockseite.

### Motorsport
- 1953 12. und 14. Platz 24-Stunden-Rennen von Le Mans (Austin-Healey 100)
- 1954 3. Platz 12-Stunden-Rennen von Sebring (Austin-Healey 100)
- 1955 6. Platz 12-Stunden-Rennen von Sebring/Klassensieg (Austin-Healey 100S)
- 1958 4. Platz Rallye Lüttich-Rom-Lüttich (Austin-Healey 100/6)
- 1959 2. Platz Deutschland Rallye (Austin-Healey 3000)
- 1960 1. Platz Rallye Lüttich-Rom-Lüttich (Austin-Healey 3000)
- 1960 Klassensieg Deutschland Rallye (Austin-Healey 3000)
- 1960 2. Platz Alpine Rallye (Austin-Healey 3000)
- 1960 3. Platz RAC Rallye (Austin-Healey 3000)
- 1961 1. Platz Alpine Rallye (Austin-Healey 3000)
- 1961 2. Platz RAC Rallye (Austin-Healey 3000)
- 1961 3. Platz Acropolis Rallye (Austin-Healey 3000)
- 1962 1. Platz Alpine Rallye (Austin-Healey 3000)
- 1962 2. Platz RAC Rallye (Austin-Healey 3000)
- 1962 Klassensieg Tulpen Rallye (Austin-Healey 3000)
- 1962 2. Platz Polen Rallye (Austin-Healey 3000)
- 1963 Klassensieg Tulpen Rallye (Austin-Healey 3000)
- 1964 1. Platz Österreichische Alpen Rallye (Austin-Healey 3000)
- 1964 1. Platz Rallye Spa-Sofia-Lüttich (Austin-Healey 3000)
- 1964 2. Platz RAC Rallye (Austin-Healey 3000)
- 1964 Klassensieg Tulpen Rallye (Austin-Healey 3000)
- 1965 2. Platz RAC Rallye (Austin-Healey 3000)
- 1965 Klassensieg Tulpen Rallye (Austin-Healey 3000)
- 1966 Klassensieg 12-Stunden-Rennen von Sebring (Austin-Healey Sprite)
- 1967 Klassensieg 12-Stunden-Rennen von Sebring (Austin-Healey Sprite)